# 熱帶美洲鱥
熱帶美洲鱥（學名：Notropis tropicus），為輻鰭魚綱鯉形目雅羅魚科的其中一種 ，分布於北美洲墨西哥中東部帕努科河流域，為特有種。其模式產地為塔毛利帕斯州萊拉 (Llera) 的塔梅西河 (Tamesí River)，本魚呈長橢圓形且側扁，眼大、口近下位，體長可達7.1公分，棲息溪流底中層水域，生活習性不明。